# دروغ‌گفتن در آمریکا
دروغ‌گفتن در آمریکا (به انگلیسی: Telling Lies in America) فیلمی محصول سال ۱۹۹۷ و به کارگردانی گای فرلند است. در این فیلم بازیگرانی همچون کوین بیکن، برد رنفرو، ماکسیمیلیان شل، کالیستا فلوکهارت، پال دولی، لوک ویلسون، جاناتان ریس میرز و تیوزدی نایت ایفای نقش کرده‌اند.